# Méhelő
Méhelő (Miheleu), település Romániában, a Partiumban, Bihar megyében.

## Fekvése
A  Király-erdő nyúlványai alatt, a Fekete-Körös egyik jobb oldali mellékvize mellett, Nagyváradtól délre, Magyarcsékétől délnyugatra, Tenkétől északkeletre, Alsópatak északi szomszédjában fekvő település.

## Története
Méhelő nevét 1355-ben említette először oklevél Mehleu néven.
1493-ban Mehlew, 1552-ben Mehelew, 1808-ban Mihelő
~ Méhelő, Mihalau, 1888-ban Mihellő (Mirló), 1913-ban Méhelő néven írták.
Méhelő püspöki birtok volt, ahol egykor a püspöki egyházmegye területén behajtott méhtizedet gyüjtötték össze.
1910-ben 520 lakosából 10 magyar, 510 román volt. Ebből 506 görögkeleti ortodox és 7 izraelita volt.
A trianoni békeszerződés előtt Bihar vármegye Magyarcsékei járásához tartozott.

## Nevezetességek
- Görög keleti ortodox temploma - a 18. század közepén épült.